# ロボゼロ
『ロボゼロ』（ROBO XERO）とは、2011年2月に創刊されたデアゴスティーニ・ジャパンの週刊誌「週刊 ロボゼロ」で組み上げる、二足歩行が可能なロボットの名称である。

## 概要
ロボゼロは24個のサーボモータを使用した全高300mm、重さ900グラムの二足歩行ロボットで、遠隔操作用の赤外線リモコンが付属する。
開発元は姫路ソフトワークスとなり、同社の二足歩行ロボット「JO-ZERO」の後継機に相当する。
ロボゼロを改造してロボット競技のROBO-ONEに参戦している人も居る。

## 特徴
必要最低限のフレーム
サーボの筐体をフレームの一部として利用する事で、全体の重量を抑えている。
自由度の高さ
24という自由度は他の同等製品と比べると比較的高め。
特徴的なデザイン
ロボゼロのデザインは神矢みのるがデザインに関わった「JO-ZERO」を踏襲しており、特徴的なヘッドパーツやカラーリングが受け継がれている。
コミュニティの存在
「週刊 ロボゼロ」の購入者同士で情報交換できるように、デアゴスティーニ・ジャパンが「男のロボット部掲示板」を2014年6月まで運営していた。

## 主な仕様
- 自由度：24

腕10軸、脚12軸、腰2軸の計24軸。
- コントロールボード：HSWB-04F

24個までのコマンド方式サーボを制御可能。microSDカードスロット付き。基板上では「HSWB-04FX」となっている。
- 専用アプリケーション：XEROコントローラー

ロボットを直接動かしてのモーション作成や歩幅を指定してのモーション自動生成、専用プログラミング言語でのプログラミングなどが可能。

### RS306MDの仕様
「RS306MD」は双葉電子工業製のロボゼロ専用サーボで、「RS304MD」の同等品と思われる。
- サイズ：36.8×19.5×25mm[注 3]
- 重量：21g
- トルク：5kg・cm
- スピード：0.16sec/60度
- 動作電圧：7.4V
- 可動範囲：300度
- 通信方式：TTLコマンド方式/PWM方式兼用

ケーブルの長さの違いで3種類ある。
- RS306MD-DC：150mm
- RS306MD-DF：300mm
- RS306MD-DH：400mm

## 関連製品
- JO-ZERO

ロボゼロの元となった機体。「かっこよさ」「速さ」「人間らしさ」をコンセプトに開発され2009年7月に発表された二足歩行ロボットキット。コマンド方式(シリアル方式)とPWM方式の両方に対応したサーボ「RS304MD」を20個搭載し、コントロールボードは「HSWB-03F」を採用。重量が軽く、サーボのトルクも小さめなので、ロボットバトルをさせるよりは多彩な動きをさせる事に向いている。
- JO-ZERO TYPE2

2011年5月にリリースされたJO-ZEROの改良型。改良点は膝の二重関節化やコントロールボードの更新など。両腕8軸・両足12軸・腰2軸の計22軸に「RS304MD」を使用。コントロールボードは「HSWB-04F」で最大24軸まで拡張可能。
- STD-ZERO

サーボ搭載数を17個に減らし、外装パーツや塗装を省略したエントリーモデル。

## 備考
- 「週刊 ロボゼロ」は2013年6月で販売終了となった[9]。
- 姫路ソフトワークスは2014年8月26日、神戸地方裁判所において破産手続きの開始決定を受けたと報じられている[10]。